# Kermatini Szent Ivó
Kermatini Szent Ivó vagy Yves Hélory (, 1253. október 17. – Minihy-Tréguier vagy Louannec, 1303. május 19.) bretagne-i származású római katolikus pap, jogász. Gyakran nevezik a "szegények ügyvédjének".

## Élete
Ivó 1253. október 17-én született Bretagne Kermatin nevű településén (Kermatin ma Minihy-Tréguier része). Édesapja (Helori, Kermartin lordja) korai halálát követően édesanyja (Azo du Kenquis) nevelte, aki beleplántálta a vallásosságot is. Ránk maradt intése fia részére: "Úgy élj, hogy szent lehess!".
Párizsban filozófiát, egyházjogot és teológiát tanult, Orléans-ban római jogot. Nem az elméleti munkássága volt jelentős, hanem a gyakorlati tevékenysége. Már ekkoriban is sokat segített a rászorulóknak. Miután tanulmányait befejezte, 1280-ban diakónus lett, s ezzel egyidőben a Rennes-i egyházmegyei bíróság bírájaként dolgozott. Ezt a Tréguier-i egyházmegyei bíróság követte. 1284-ben pappá szentelték: először Tredrez, majd Louannec lett az állomáshelye. A források szerint ekkoriban is jogi támogatás nyújtott a szegényeknek és hitszónokként is tevékenykedett (az erényes élet és a szentek követése állt mondanivaló középpontjában). Munkássága során törekedett arra, hogy a felek peren kívül egyezzenek meg, hogy pénzüket megtakaríthassák. Megtagadta, hogy a korban szokásos "ajándékokkal" befolyásolja a bírói munkát. Egy alkalommal szentmisét mutatott be egy vitázó anya és fia érdekében. Ezt követően azonnal megszületett a megegyezés. 1298-ban visszavonult feladataitól, hogy teljes idejét a szemlélődésnek szentelhesse. 1303. május 19-én (Urunk mennybemenetelének ünnepének napján) hunyt el, ereklyéit a Tréguier-i székesegyházban őrzik.
Papi szolgálata alatt ismeretes volt elmélyült, imádságos életéről és a szigorú önmegtagadásairól. Élete utolsó tíz évében főként fehér szőttesből álló szegényes ruhákat hordott. Egyes feljegyzések szerint vezeklőövet hordott, küzdött a tetvességgel és keményen böjtölt. Fiatalkorától vegetáriánus volt. Utolsó éveiben roppant kevés táplálékot vett magához. Kizárólag kenyérrel, zöldségekkel és hüvelyesekkel táplálkozott és vizet ivott. Egyes szemtanúk szerint hetente három napot böjtöl kenyéren és vízen, de húsvét napján megengedi magának, hogy két tojást egyen. Javait a legszegényebbekkel is megosztotta és mindennap szívesen fogadta őket, hogy étkezhessenek a házában. Ágy helyett a földön aludt.

## Szentté avatása
III. János breton herceg kezdeményezésére XXII. János pápa 1330. február 26-án indította meg a szentté avatási eljárást azzal, hogy elrendelte Ivó életének vizsgálatát és erre három apostoli biztost is kinevezett. Ezt követően mintegy 300 tanút is meghallhattak. 1331. június 4-én mutatták be a pápának a vizsgálati jegyzőkönyvet. Az egyházfő ezt követően három bíborost nevezett ki az eljárás folytatására. Feljegyzések szerint már életében számos csoda történt, mely nevéhez kapcsolható. Halála után is több közbenjárást és gyógyulást kapcsoltak a nevéhez. VI. Kelemen pápa 1347. június 14-én emelte a szentek sorába.
Az alábbi részlet a szentté avatási bullából származik:
„Hélory Ivó hívő ifjúságot élt, kegyelemmel cselekedett, tiszta lélekkel, őszinte szívvel kívánta Krisztus szolgálatát. A magáéból könyörületesen enni adott a szegényeknek, de saját vágyainak minden rezdülését az értelem erejével korlátozta. Az igazságot, méltányosságot és a könyörületességet is tiszta szívből és igaz hittel szerette. Mint természettől fogva irgalmas ember bőkezűen segítette a nélkülözőket, minden vagyonát önként a szegényeknek adta, azok védelmezője lett, akik nem kaptak sehonnan segítséget, és Isten kezének erejével tartotta vissza a hatalmaskodókat, Krisztus nevében támogatta a rokkantakat, ruházta a ruhátlanokat, fogadta a zarándokokat és enni adott a szegényeknek. Mint a ragyogó reggel, úgy szórta fényét, arca igazságot sugárzott, és ez értékessé tette életét, csodálatot keltett. Már életében tündököltek kivételes tettei és csodái. Mégis akkor vált igazán fénnyé, amikor a Mindenható megszabadította dicsőséges lelkét értékes porhüvelyétől és saját hatalmába vette. Mert azok, akik csatlakoznak Istenhez, olyan lelkek, akiknek akarata egy az Isten szándékával.” (Idézi a Magyar Kurír)

## Legendája
Az egyik leghíresebb Ivóhoz kapcsolódó legenda szerint a későbbi szent egy napon Orleáns-ba utazott munkaügyben. Este egy özvegyasszony otthonában szállt meg. Egy alkalommal a nő könnyek között fogadta őt. Két férfinak adott szállásat, akik egy kinccsel teli ládát bíztak rá azzal a kikötéssel, hogy csak akkor adhatja ki, ha mindketten egyszerre jönnek érte. néhány nap elteltével az egyik férfi visszajött, hogy a ládát elvigye, mert a társa fogságba esett és a kincs szükséges a kiváltásához. A másik férfi pár nap múlva visszatért és beperelte a nőt, mert nem tartotta be az egyezségüket.
Ivó erre felszólalt a bíróságon, hogy ebben az esetben nem járhat el egyedül a felperes, hanem a társának is meg kell jelennie. Erre a férfi visszakozott, de letartóztatták és kivallatták. Hamarosan megtalálták a ládát elvivő társát is, illetve az értéktelen kacatokkal teli kis ládikót is.
Más forrás szerint az özvegyasszony Tours-ban élt és a két férfi nevét is említik Doe és Roe.
Emellett kiemelik vendégszeretetét: naponta látta vendégül a szegényeket és idegeneket fogadott be (egy alkalommal magát Jézust fogadta be egy szegény alakjában). Szentmisét mindig nagy áhítattal mutatta be. Egyszer az úrfelmutatást követően egy tüzes gömbhöz hasonlító csodás fény vette körül. Csodái sorát bővíti, hogy egy napon hét kenyérrel kétszáz embert táplált. Több embert csodás gyógyítással mentett meg.
Több forrás is megemlíti, hogy gyakran adta oda ruháit nélkülözőknek.
Egy másik legenda szerint egy tours-i fogadóban egy fogadós és egy koldus ügyében tett igazságot. A koldus a fogadós főztjének illatát szagolta, amiért a fogadós pénzt akart kérni. Ivó kivett néhány érmét a táskájából és az asztalra ejtette őket. A fogadós felakarta őket venni, de Ivó megállította: az érmék hangja fizet az étel illatáért.

## Emlékezete

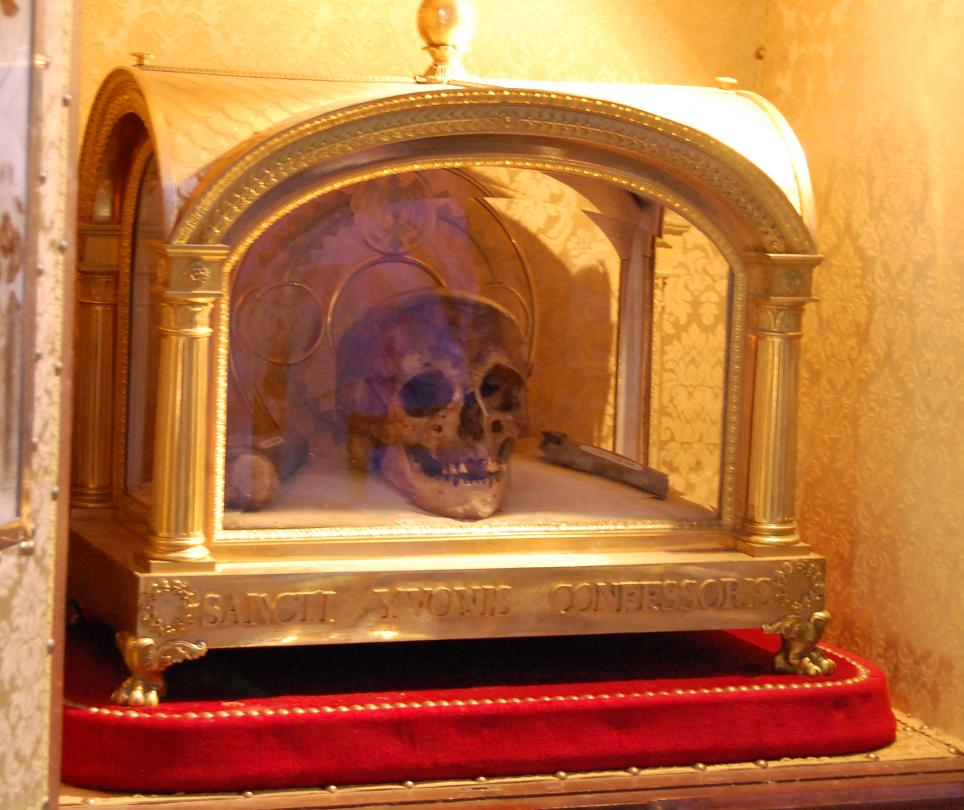
Szent Ivó koponyaereklyéje

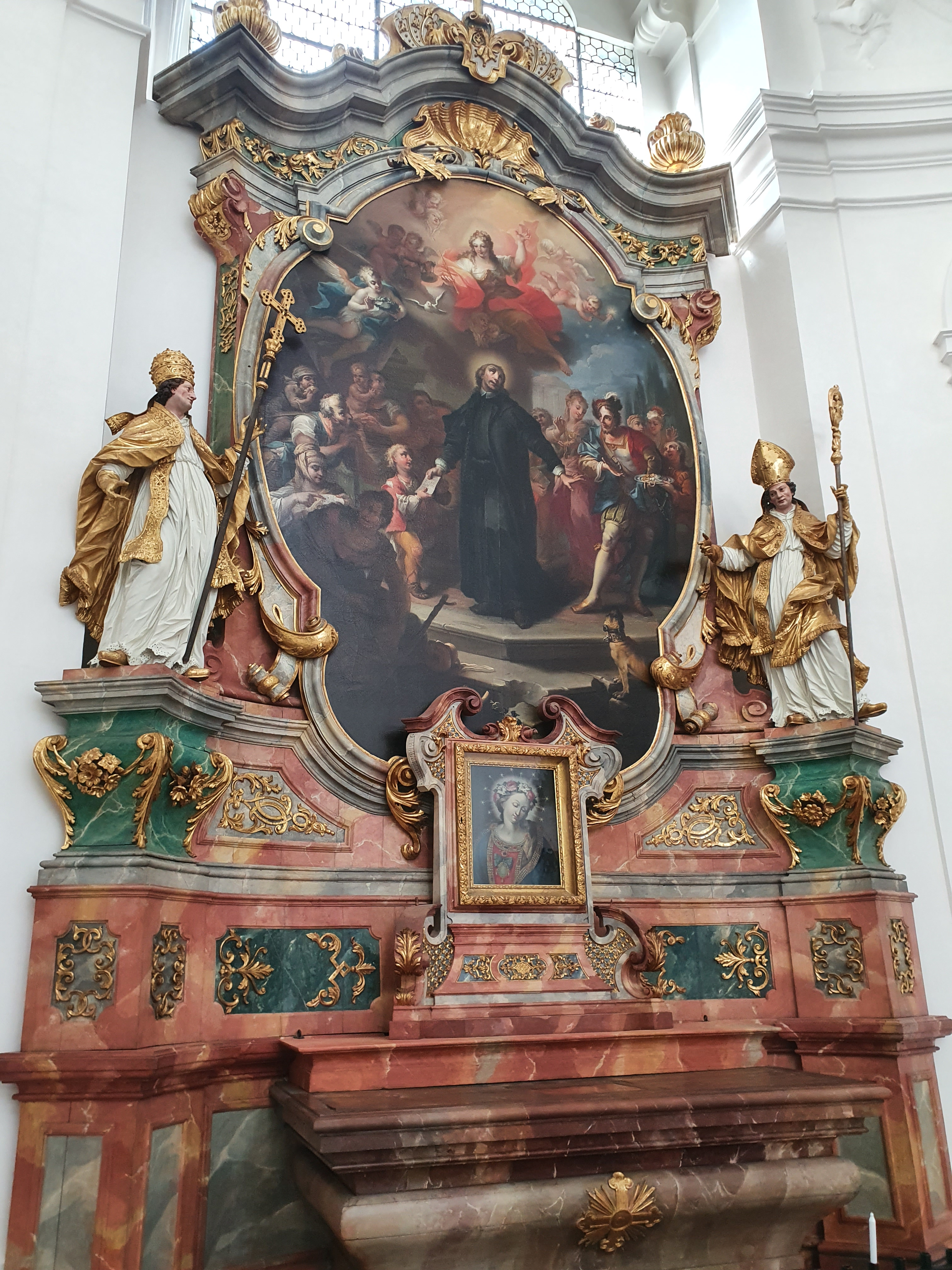
Ivó oltára Salzburgban

Az ikonográfiában gyakori megjelenése: egyik kezében pénztárca (amely azt jelképezi, hogy pénzét a szegényeknek adta), míg a másikban pergamen (amelyen az ügyek voltak ügyvédi mivoltjának emlékére). Gyakran jelenik meg mellette egy szegény és egy gazdag ember is.
A XX. század végén meginduló breton kulturális mozgalom egyik kitüntetett napja május 19., a szent halálának évfordulója. Ez a bretonok között az egyesítő vagy a megbocsátás napja. 2011 óta Fête de la Bretagne néven ismert a rendezvény.
Német nyelvterületen nagy tisztelete volt a Trieri Egyetemen. 1473-tól 1798-ig ünnepélyes keretek között minden alkalommal május 19-én ünnepélyesen választották meg a jogi kar dékánját. A régi jogi kar pecsétje is Ivót ábrázolta, aki a könyvespolcánál áll.
2016 óta nem hivatalosan az adatvédő védőszentje. Képe a dortmundi Katholischen Datenschutzzentrums (Katolikus Adatvédelmi Központ) pecsétjén is megtalálható.
Halálának 700. évfordulójáról II. János Pál pápa is megemlékezett a Lucien Fruchaud megyéspüspöknek írt levelében. Ebben kiemelte Ivó életének erényeit és üzenetét is: olyan jogszolgáltatást biztosítani mindenkor, mely a legszegényebbek jogait is érvényesíti.
Több templom és kápolna is Szent Ivó tiszteletére kapta nevét:
- La Roche-Maurice (Bretagne, Franciaország)
- Sant'Ivo dei Bretoni (Róma, Olaszország): minden év május 19-én francia nyelvű szentmisét mutatnak be
- Sant’Ivo alla Sapienza (Róma, Olaszország)
- Vannes (Bretagne, Franciaország)
- Collegium Jurisprudenz (Kollegienkirche) (Salzburg, Ausztria)

A UNESCO világörökség részét képező prágai Károly hídon a 30 ottlévő szobor közül az egyik az ővé.

## Emlékezete Magyarországon
Ivó tisztelete Magyarországra a jezsuiták vagy a Collegium Germanico-Hungaricum magyar növendékei révén jutott el, de nem terjedt el szélesebb körben. Foglalkozásából adódóan a jogi karon (Nagyszombat, majd Pest) védőszentje lett. 1695-től ülték meg ünnepélyesen névnapját (valamely professzor vagy nagyobb tudású hallgató méltatásával). 1729-ben Trencsénben színjátékkal is ünnepelték.
Több templomban is volt oltárképe vagy oltára. A kiscelli trinitárius templomból Óbudára került egy oltárképe, melyen a szegények kérvényeit egy angyalnak adta át. A budavári Nagyboldogasszony templomban, mely a XVIII. században a jezsuiták fenntartásában állt, oltárt állítottak tiszteletére.
Szőregen egy népies dalt is feljegyeztek róla:
" E szép szóra: jurátus, jurátus,
Ej de ráillik a tus, a bor tus!
Többet ér ez mint a jus, mint a jus,
Élj hát vele jurátus, jurátus.
Ősapánk is szent Ivó, szent Ivó,
Nem volt soha vízivó, vízivó.
Hogy éltében tusozott, tusozott,
Azért szentté változott, változott."
A veszprémi ferences templomban 2014 óta évente megrendezik a Szent Ivó-napi jogászmisét Keresztény Értelmiségiek Szövetsége (KÉSZ) Veszprémi Csoportja szervezésében.
Az ELTE ÁJK HÖK Szent Ivó napján jótékonysági céllal sütemény- és italvásárt rendezett több alkalommal is.
A PPKE JÁK védőszentje.

## Fordítás
- Ez a szócikk részben vagy egészben  az   Ivo of Kermartin című angol Wikipédia-szócikk ezen változatának fordításán alapul.  Az eredeti cikk szerkesztőit annak laptörténete sorolja fel. Ez a jelzés csupán a megfogalmazás eredetét és a szerzői jogokat jelzi, nem szolgál a cikkben szereplő információk forrásmegjelöléseként.
- Ez a szócikk részben vagy egészben  az   Ivo Hélory című német Wikipédia-szócikk ezen változatának fordításán alapul.  Az eredeti cikk szerkesztőit annak laptörténete sorolja fel. Ez a jelzés csupán a megfogalmazás eredetét és a szerzői jogokat jelzi, nem szolgál a cikkben szereplő információk forrásmegjelöléseként.
- Ez a szócikk részben vagy egészben  a   Yves Hélory de Kermartin című francia Wikipédia-szócikk ezen változatának fordításán alapul.  Az eredeti cikk szerkesztőit annak laptörténete sorolja fel. Ez a jelzés csupán a megfogalmazás eredetét és a szerzői jogokat jelzi, nem szolgál a cikkben szereplő információk forrásmegjelöléseként.